# Никитин, Пётр Васильевич
Пётр Васи́льевич Ники́тин (24 января [5 февраля] 1849, Устюжна, Новгородская губерния — 5 [18] мая 1916, Петроград) — филолог-классик, заслуженный и почётный профессор, а также ректор Санкт-Петербургского университета, академик, вице-президент Императорской Академии наук (1900—1916).

## Биография
Родился 24 января (5 февраля) 1849 году в Устюжне.
Учился в Новгородской и Санкт-Петербургской духовной семинарии, затем — в Историко-филологическом институте. Непродолжительное время был преподавателем русского и латинского языков во Второй гимназии. В 1873 году был приглашён в Нежинский институт кн. Безбородко и был командирован за границу, откуда вернулся в 1875 году получив в Нежине профессорство на кафедре классической филологии. В 1876 году защитил магистерскую диссертацию «Об основах критики текста эолических стихотворений Феокрита» в Петербургском университете (по другим сведениям («Биографика СПбГУ») — в Киевском университете).
В 1879 году был избран приват-доцентом кафедры классической филологии историко-филологического факультета Санкт-Петербургского университета. В 1882 году защитил докторскую диссертацию «К истории афинских драматических состязаний» и с 1883 года был экстраординарным профессором историко-филологического института; с 1886 года состоял ординарным профессором греческого языка и литературы в Петербургском университете.
Как отмечает профессор СПбГУ Э. Д. Фролов, Никитин «блестяще использовал эпиграфический материал для реконструкции такого важного явления культурной жизни древних греков, каким были театральные представления».
Избран действительным членом Петербургской академии наук (1888). С июля 1890 года исполнял должность декана историко-филологического факультета, а 19 декабря 1890 года был назначен ректором Санкт-Петербургского университета и занимал эту должность до 15 сентября 1897 года, которую оставил из-за болезни. Тем не менее, с 14 декабря 1897 года по 1 июля 1900 года он вновь был деканом историко-филологического факультета.
В 1900 году получил звание заслуженного профессора Петербургского университета и в связи с избранием 12 июля того же года вице-президентом Академии наук был уволен из университета, а 29 января 1901 года Советом университета (большинством голосов против одного) его почётным членом.
В числе его учеников были: Жебелев, Сергей Александрович, К. К. Микоша, М. И. Ростовцев. У него также занимался математик А. В. Васильев. 
Умер в Петрограде 5 (18) мая 1916 года. Похоронен на Смоленском православном кладбище Санкт-Петербурга.

## Основные работы
- Об основах критики текста эолических стихотворений Феокрита. — Киев, 1876. (магистерская диссертация)
- Патмосские схолии к Демосфену // Известия института кн. Безбородко. — 1879.
- К истории афинских драматических состязаний. — СПб., 1882.
- Обзор эпиграфических документов по истории аттической драмы // ЖМНП. — 1881, декабрь, отд. 5. — С. 603—664.
- Аристофан. Фесмофории. Перевод и материалы для комментария П. В. Никитина. — Петроград, 1917